# Kiến An thất tử

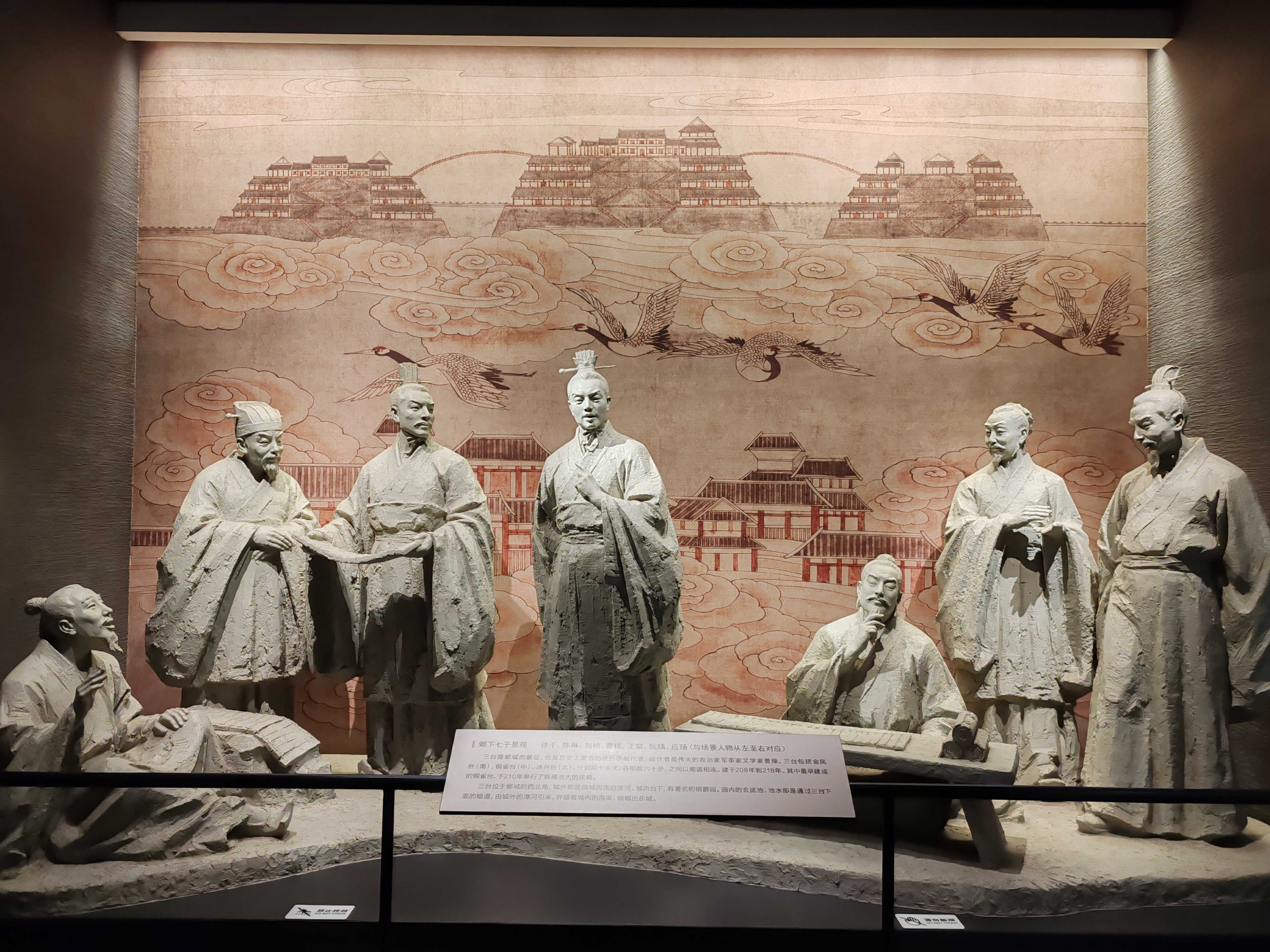
Kiến An thất tử

Kiến An thất tử (chữ Hán: 建安七子 - Bảy danh sĩ thời Kiến An), gồm 7 người: Vương Xán, Khổng Dung, Lưu Trinh, Trần Lâm, Nguyễn Vũ, Từ Cán, Ứng Sướng. Đây là nhóm nhà thơ nổi tiếng thời Đông Hán ở Trung Quốc.

## Giới thiệu sơ lược
Thời Kiến An, có bảy văn nhân nổi danh, được xưng tụng là Kiến An thất tử, đó là:
- Vương Xán (177-217), tự Trọng Tuyên, người Cao Bình, Sơn Dương, nay ở Tây nam huyện Trâu, tỉnh Sơn Đông. Hình dáng tuy thấp, nhưng ông nổi tiếng là người uyên bác, vừa hay văn, vừa giỏi toán và có một trí nhớ thật tốt. Mỗi lần ông đặt bút là thành văn, không sửa một chữ. Trong Kiến An thất tử, ông là người nổi tiếng nhất, làm thơ nhiều nhất, và thơ ông cũng tiêu biểu nhất. Tác phẩm của ông để lại có thi, phú, luận gồm 60 thiên; trong số đó có bài phú Đăng lâu nổi tiếng.[2]
- Khổng Dung (153 - 208) nhiều tuổi hơn cả, là người giao thiệp rộng, hay châm chọc Tào Tháo, nên bị Tào Tháo vừa ghét vừa ghen tài nên tìm cách giết ông chết. Sau khi Tào Phi tức vị, cho gom góp những di văn của ông được 25 thiên.
- Trần Lâm (?-217): lúc đầu phục vụ cho Viên Thiệu, ông đã làm bài hịch mắng Tào Tháo. Bài hịch này rất nổi tiếng trong văn học cổ đại Trung Quốc. Về sau, khi về với Tào Tháo, vì yêu tài ông, Tào Tháo đã bỏ qua chuyện cũ.
- Lưu Trinh (170 - 217) làm thơ tỏ lòng tiết tháo, không thoả hiệp với thế lực đen tối, biểu hiện cái gọi là phong cốt Kiến An.

Ngoài ra còn có ba người nữa, đó là Nguyễn Vũ (?-212), Từ Cán (170-217) và  Ứng Sướng (?-?)

## Nhận xét
Trích ý kiến của:
GS. Nguyễn Khắc Phi: 
Điểm nổi bật nhất của văn học Kiến An là giá trị hiện thực. Nhiều bài thơ của các nhà thơ có tên tuổi (trong số đó có Kiến An thất tử) đã ghi lại đầu đủ sinh động những tai họa mà nhân dân đương thời phải gánh chịu. Như Vương Xán trong chùm thơ "Thất ai thi" (Những bài thơ theo đầu đề "Bảy nỗi buồn đau" của nhạc phủ), đã dựng lên được bức tranh khái quát về xã hội Đông Hán cực kỳ bi thảm và hỗn loạn, bởi chiến tranh xâm lược và hỗn chiến quân phiệt. Trong bài "Ẩm mã Trường Thành quật hành" (Cho ngựa uống nước trong hào Trường Thành) của Trần Lâm, qua lời đối thoại đau lòng của đôi vợ chồng trẻ, tác giả đã cực lực lên án chế độ chiến tranh lao dịch nặng nề. Ngoài ra, có thể tìm thấy bóng dáng của hiện thực xã hội đương thời qua những bài thơ có giá trị khác của Từ Cán, Nguyên Vũ...
Học giả Nguyễn Hiến Lê:
Từ phú của "Kiến An thất tử", hầu hết là những bài diễm lệ ca tụng họ Tào, không giá trị mấy, nhưng thơ của họ thành thực cảm động, thường tả những cảnh thê thảm trong xã hội như bài "Ẩm mã Trường Thành quật hành" của Trần Lâm, trích:
...Sanh trai thì nên bỏ,
Sanh gái bú nớm nó,
Kìa chẳng thấy dưới chân trường thành,
Hài cốt ngổn ngang còn trơ đó?...
Vương Xán truyền nhiều bài lời bình dị mà thắm thía, làm người đọc nhớ tới những bài thơ xã hội của Đỗ Phủ, trích:
Ra ngõ chẳng thấy gì,
Xương trắng che đất đỏ.
Trên đường đàn bà đói,
Liệng con trong đám cỏ.
Nghe tiếng con khóc gào,
Lệ rơi chẳng ngoảnh cổ...
Và của Dịch Quân Tả, một học giả người Trung Quốc: 
Trong thiên "Luận văn" trong "Điển luận" của Tào Phi đều có phê bình về thất tử, nhưng khen nhiều hơn chê. Ví dụ, Tào Phi viết: "Vương Xán sở trường về từ phú, Từ Cán có phong khí...Trần Lâm, Nguyễn Vũ là những nhân tài xuất chúng. Ứng Sướng hòa mà không tráng, Lưu Trinh tráng mà không mật, Khổng Dung thì thể cao khí diệu có chỗ hơn người"...
Kỳ thực, cũng theo Dịch Quân Tả, địa vị của "Kiến An thất tử" trên văn đàn, phần lớn nhờ ở sự tâng bốc của Tào Phi. Trong số ấy, người có thể xưng tụng chỉ có Vương Xán. Bài "Đăng lâu phú" và "Thất ai thi" của ông phản ảnh được hình ảnh của thời loạn lạc và nói lên được tâm tình của một người lữ khách. Ngoài thất tử, trong "Văn tâm điêu long" (Chạm rồng trong văn chương), của Lưu Hiệp (?-?), được viết vào khoảng năm 496-501, có nêu ra Dương Tu và Đinh Nghi. Sự thông minh của Dương Tu làm Tào Tháo phải nể vì. Văn thái sáng đẹp thì phải kể anh em Đinh Nghi, Đinh Dị. Thế nhưng cả ba đều là cây kim trong mắt của Tào Phi, thì làm sao Tào Phi tâng bốc họ cho được...

## Tổng luận
Nhìn chung, tuy thân thế và sự từng trải của Kiến An thất tử có khác nhau, nhưng họ đều sống trong cảnh loạn li cuối đời Hán và từng đau khổ nhiều, nên đặc điểm của nhiều người trong số họ là thiên về tả cảnh loạn li và than thở cho thân thế. 
Và các nhà nghiên cứu văn học Trung Quốc đều coi Kiến An là thời kì chống chủ nghĩa hình thức uỷ mị, yếu đuối. Kiến An là giai đoạn quan trọng trong lịch sử văn học Trung Quốc. Thơ ngũ ngôn bắt đầu hưng thịnh, thơ thất ngôn bắt đầu đặt được nền móng.
Ngoài nhóm này, nói đến văn học Kiến An, còn phải kể đến ba cha con Tào Tháo.